# Sotsvegueria del Vallès
| \| ← \| 1716 \| → \|     |      |   |
|                          |      |   |
| • Decrets de Nova Planta | 1716 |   |
| ←                        | 1716 | → |

La sotsvegueria del Vallès va ser una antiga demarcació administrativa del Principat de Catalunya que comprenia gairebé tot el Vallès, excepte Rellinars, Vacarisses, Castellterçol, Sant Quirze Safaja, Castellcir i Aiguafreda. A més, fora d'aquesta comarca, en formaven part Olesa de Montserrat, Riells de Montseny, Dosrius i Òrrius.
Era una sotsvegueria depenent de la vegueria de Barcelona, que al segle xiv era anomenada vegueria de Barcelona i el Vallès. Les capitals de la sotsvegueria foren Caldes de Montbui i, més tard, Granollers (segle xiv).
A partir del 1716, passà a formar part del corregiment de Mataró.